# مراد بن الشيخ
مراد بن الشيخ (تونس العاصمة، 29 جانفي1964 1964  -) مخرج سينمائي تونسي. له العديد من من الأفلام أبرزها الفيلم لا خوف بعد اليوم حول الثورة التونسية. ودرّس الإخراج في جامعتي منوبة وقرطاج.

## من أفلامه
- 2011, لا خوف بعد اليوم
- 2004-2005, حكايات في المتوسط

## مسلسلات
- 1998, فندق الغلّة[2]